# بخش انکو، لا مار
بخش انکو، لا مار (به اسپانیایی: Anco District, La Mar) یک سکونتگاه مسکونی در پرو است که در منطقه آیاکوچو واقع شده‌است.

## خصوصیات
بخش انکو ۱٬۰۹۸٫۲ کیلومترمربع مساحت و ۱۴٬۵۵۱ نفر جمعیت دارد و ۳٬۲۱۵ متر بالاتر از سطح دریا واقع شده‌است.